# Cliț
Cliț – wieś w Rumunii, w okręgu Sălaj, w gminie Băbeni. W 2011 roku liczyła 198 mieszkańców.